# Кернел
Kernel (укр Кернел) — найбільший виробник та експортер соняшникової олії в Україні, а також один з провідних постачальників агропромислової продукції на міжнародному ринку. На частку компанії припадає близько 15 % світового експорту соняшникової олії і 18 % експорту зернових. Kernel постачає продукцію у понад 80 країн світу. З 2007 року акції компанії торгуються на Варшавській фондовій біржі (WSE).
Компанія входить до ТОП-3 найбільших компаній України та до ТОП-5 найкращих роботодавців України за версією журналу Forbes.

## Історія
- 1995 — група компаній придбала перші зернові елеватори та почала займатися експортом сільськогосподарської продукції[6].
- 2002 — придбано перший олійноекстракційний завод у Полтаві та низку сільгосппідприємств[7].
- 2004 — придбано торгову марку бутильованої соняшникової олії «Щедрий дар» та завод з переробки, екстракції та бутилювання олії на сході України[8].
- 2006 — придбано виробничі активи компанії «Євротек»[9].
- 2007 — акції компанії розміщено на Варшавській фондовій біржі. Початок виробництва бутильованої олії під торговою маркою «Чумак»[10][11][7][12][13].
- 2008 — придбано другий за величиною термінал в Чорноморському порту[6].
- 2009 — запущено в експлуатацію олійноекстракційний завод у власному терміналі Чорноморського порту.
- 2010 — придбано активи конкурента компанії «Allseeds». Введено в експлуатацію мультизерновий олійноекстракційний завод на півночі України[6][9].
- 2011 — придбано ряд підприємств у центральній і західній Україні та завод з переробки насіння соняшника «Українська Чорноморська Індустрія». Придбано російську компанію «Русские масла»[6][14].
- 2012 — придбано дві сільськогосподарські компанії в Полтавській і Хмельницькій областях та глибоководний термінал в порту Тамань (Росія)[8].
- 2013 — придбано компанію «Дружба-Нова», робота якої охоплює Чернігівську, Сумську та Полтавську область[15].
- 2014 — запущено в експлуатацію нові елеватори[7].
- 2015 — виплачено перші дивіденди у розмірі $19,9 млн[16][17][18].
- 2016 — придбано завод з переробки соняшникового насіння в Кіровоградській області. Продано неефективні олійнопереробні заводи на півдні Росії (Усть-Лабінськ та Георгієвськ).
- 2017 — придбано активи компаній «Українські Аграрні Інвестиції» та «Агро Інвест Україна». Запущено компанію AVERE. Випустили 500 млн доларів євробондів, ставши першою компанією з України з 2014 року, яка відкрила ринок для інших компаній[19][20].
- 2019 — випущено облігації на суму $300 млн[21][22]. Розпочала роботу система електронного документообігу[23].
- 2020 — компанія стала лідером рейтингу корпоративної сталості Sustainable Ukraine. За результатами експертної комісії компанії присвоєно рівень «АА» — «Дуже високий рейтинг корпоративної сталості»[24]. Kernel продав 50 %-частку у зерновому терміналі «Тамань» (Росія), таким чином завершивши свій вихід з російських активів. Також компанія придбала контроль над олійноекстракційним заводом «Еллада» (Кропивницький) за $45 млн[25]. Запуск Трансгрейнтермінала — нового термінала з перевалки зернових у порту Чорноморська вартістю 137 млн дол. та потужністю перевалки 4 млн тонн зернових на рік[26] Kernel експортував 7,9 млн тонн зернових за 2019/2020 маркетинговий рік, ставши абсолютним лідером серед експортерів зерна з України[27].
- 2023 — компанія Namsen Limited, що належить голові ради директорів одного з найбільших українських агрохолдингів «Кернел» Андрію Веревському та володіє 38,05 % акцій агрохолдингу, що перебувають в обігу на ринку, за підсумками оголошеного 30 березня тендера про викуп залишку всіх акцій придбає ще близько 36 %[28].
- 2024 — Міжнародне рейтингове агентство S&P Global Ratings підвищило довгостроковий кредитний рейтинг емітента агрохолдингу Kernel та його єврооблігацій з “CC” до “CCC” після вчасного погашення компанією 17 жовтня єврооблігацій на $300 млн[29].

## Рада директорів
- Андрій Веревський — засновник, голова Ради директорів, головний акціонер[6][7]
- Євген Осипов — генеральний директор[30][31]
- Наталі Бачич — незалежний директор[32]
- Сергій Шибаєв — незалежний директор[33][34][35]
- Анджей Данильчук — незалежний директор[36][37]
- Анастасія Усачова — фінансовий директор[38][39][40]
- Вікторія Лук'яненко — директор з правового забезпечення
- Юрій Ковальчук — директор з корпоративних інвестицій

## Структура і діяльність
Холдингова компанія Kernel Holding S.A., зареєстрована у Люксембурзі. Kernel — вертикально інтегрована компанія. В структуру входять такі напрямки: 
- Агробізнес. Земельний банк Kernel становить 514 тис. га у 11 областях України. Стратегічні культури — кукурудза, пшениця, соняшник, соя, ячмінь. На частку групи компаній припадає близько 15 % світового виробництва соняшникової олії[41].
- Закупівля зернових та олійних культур. Kernel має найбільшу та найефективнішу мережу закупівлі зернових та олійних культур в Україні. Компанія співпрацює з понад 5 тисячами виробників сільськогосподарської продукції.
- Елеваторні потужності. Мережа компанії налічує 30 елеваторів, що забезпечують своєчасну логістику зібраного врожаю та придбаного товару, а також надає якісний сервіс зі зберігання зернових партнерам – сільгоспвиробникам[42][41].
- Виробництво соняшникової олії. Kernel належить 8 сучасних олійноекстракційних заводів загальною потужністю переробки 3,5 млн тонн насіння соняшника на рік. За рівнем технологічного оснащення, стандартам управління якістю, охорони праці та екології виробництво відповідає найкращим світовим практикам[43].
- Експорт. Компанії належать 2 глибоководних портових термінали на узбережжі Чорного моря і власний вагонний парк. Потужність перевалки зернових культур та шроту в портах становить 8,8 млн тонн на рік. Це забезпечує Kernel перше місце серед виробників та експортерів соняшникової олії в Україні. Компанія експортує продукцію у понад 80 країн світу[43][42][41].

Kernel є членом національних і міжнародних організацій: Американської торгової палати в Україні, Європейської бізнес асоціації, GAFTA, Федерації асоціацій торгівлі олійними культурами, насінням та жирами (FOSFA), «Укроліяпром», УЗА, U.S.-Ukraine Business Council, UNIC.
Компанії належать відомі олійні бренди: «Щедрий Дар», «Стожар», «Чумак», «QLIO», «Le Blanc», «Маринадо», «KERNEL», «Premi».

## Інвестиції
Загальний обсяг інвестицій Kernel у реконструкцію підприємств та будівництво нових активів становить понад $800 млн.
Kernel реалізує масштабну інвестиційну програму зі створення нових інфраструктурних об'єктів: будівництво Трансгрейнтермінала в Чорноморському порту з потужністю перевалки 4 млн тонн зернових культур, сучасного та одного з найбільших у Європі олійноекстракційних заводів з річною потужністю переробки 1 млн тонн насіння соняшника у Старокостянтинові Хмельницької області, впровадження проєктів «зеленої» енергетики з переробки лушпиння соняшника в енергію для забезпечення виробничих процесів і активів. Компанія планує запустити ТЕС на всіх олійноекстракційних заводах та утилізувати 100 % біопалива.
Компанія активно інвестує в розвиток малого і середнього агробізнесу в Україні. З 2019 року працює партнерська програма Open Agribusiness. Kernel надає партнерам — дрібним і середнім виробникам — технології та агрономічну підтримку, доступ до кредитування, валютних і форвардних програм. Також компанія допомагає партнерам захищати майно від рейдерів, надає фінансування на будівництво елеваторів, зерносховищ, купівлю землі. Проєкт дозволяє аграріям збільшувати продуктивність земель, нарощувати врожайність і прибуток.
У лютому 2023 року агрохолдинг «Кернел» придбав річковий термінал «Дунай Пром Агро» в порту Рені на Дунаї. За інформацією, наведеною у піврічному звіті компанії, термінал має потужність для зберігання 12 тис. тонн і дозволить розширити можливості експорту в разі припинення дії "Зернової ініціативи", термін дії якої закінчується у березні.
В період блокади портів компанія створила власний флот для забезпечення стабільності, ефективності та плановості експорту.
У грудні 2024 року компанія володіла танкером MAVKA, дедвейтом 13,5 тис. тонн (використовують для перевезення олії) та балкером Rotterdam Pearl V, дедвейтом 58 тис. тонн.

## Сталий розвиток
Kernel є ключовим інвестором у регіонах своєї присутності. Під опікою компанії перебувають 905 населених пунктів. Компанія фінансово підтримує громадські ініціативи, дитячих садків, закладів охорони здоров’я, будинків культури, розвитку інфраструктури сіл, програм для молоді, соціального підприємництва.
З 2014 року працює благодійний фонд «Разом з Кернел».
У 2019 році тільки агропідприємства компанії сплатили 1,7 млрд грн податків до державного та місцевого бюджетів. Ограни місцевого самоврядування спрямовують ці кошти на розвиток сільської місцевості, поточні ремонти шкіл та дитячих садочків, закупівлю необхідних ліків та обладнання у медичні заклади, на зарплати вчителям та медичним працівникам. Ще 57 млн грн компанія спрямувала на реалізацію соціальних проєктів.
Протягом 2020 року Kernel спрямував 150 млн грн на боротьбу з коронавірусом в Україні.

## Економічні показники
Kernel за підсумками фінансового року 2021 залишається експортером зерна № 1 з України, обсяги експорту майже вдвічі перевищують показники найближчого конкурента. Про це свідчать дані операційного звіту Kernel Holding S.A. за підсумками четвертого кварталу 2021 фінансового року.
Загальний річний обсяг експорту зерна склав 8 млн тонн, частка Kernel у загальному експорті зернових з України зросла до 18 % у 2021 фінансовому році порівняно з 14,3 % у попередньому сезоні.
За повний 2021 фінансовий рік Kernel перевіз 8,2 млн тонн товарів через свої портові термінали, що на 22 % більше порівняно з аналогічним періодом минулого року. Таким чином компанія зміцнила свої позиції і займає перше місце серед операторів експортних терміналів зерна в Україні.
Також компанія покращила фінансові показники:
- EBITDA лише за 9 місяців 2021 маркетингового року складає $670 млн. Це рекордний показник за всю історію компанії.
- Відношення чистого боргу до показника EBITDA складає 1,4 – це найнижчий показник за останні 4 роки[56].

У 2022 фінансовому році агрохолдинг «Кернел» зареєстрував чистий збиток у розмірі $41 млн. За даними фінансового звіту компанії, виручка агрохолдингу зменшилася на 5 % — $5,33 млрд. Валовий прибуток скоротився на 28 % і склав $652 млн, операційний показник зменшився в 7,6 разів — до $91 млн, а EBITDA зменшилася в 3,7 рази і склала $220 млн.

## Інновації
«Кернел» — один з лідерів в українському АПК з інвестицій у цифрові технології. IT-команда повністю «оцифрувала» логістику, трейдинг, документообіг, пришвидшила процес прийняття операційних і стратегічних рішень.
Агробізнес «Кернел» об’єднаний в єдину інноваційну екосистему DigitalAgriBusiness. Всі поля моніторять за допомогою супутникових знімків, коптерів, а також ІТ-інструментів, з якими працюють агрономи. Інформація автоматично зберігається в базі даних аналітичного GIS-порталу. За лічені секунди з будь-якої точки світу можна дізнатися всю історію будь-якого поля Kernel: географію, структуру посівів, врожайність тощо.
100 % полів покриті метеомоніторингом та RTK-сигналами, похибка в вимірах — не більше 2 см. Дані з GPS-трекерів, систем точного землеробства, датчиків вологості, метеостанцій аналізуються в режимі реального часу за допомогою технологій Big Data. 
Kernel створив власний алгоритм прогнозування врожайності на основі даних супутникового моніторингу. Реалізовано автоматизований облік товарно-матеріальних цінностей через мобільні пристрої.
Компанія «Кернел» першою в Україні почала інтегрувати електронний документообіг і використання кваліфікованих електронних підписів в усі бізнес-напрямки. Компанія має намір повністю відмовитися від паперових носіїв. Доступ до відповідного софту і досвіду також мають компанії-партнери Kernel.
Одним з проєктів цифрової трансформації стало оновлення системи управління бізнес-процесами за допомогою впровадження ERP-системи Microsoft Dynamics NAV 2018. Проєкт дозволив підвищити ефективність ключових процесів, функції контролінгу та автоматизації бухгалтерських операцій.
Крім керуючої компанії, автоматизація відбувається також на заводах, терміналах і елеваторах компанії: всі IT-системи інтегровані між собою і обмінюються інформацією онлайн.
Чимало IT-рішень інтегровано в логістику. Крім електронного документообігу, створена система автоматичних виплат перевізникам, впроваджено контроль за рухом вантажів, моделювання розподілу зерна по елеваторах. Компанія побудувала імітаційну модель логістики зерна від поля до порту.

## Відзнаки
2023 року група компаній «Кернел» зайняла 2 місце в рейтингу найкращих роботодавців за оцінкою журналу «ТОП-100. Рейтинги найбільших» видання Delo.ua.